# Drosophila litorella
Drosophila litorella este o specie de muște din genul Drosophila, familia Drosophilidae. A fost descrisă pentru prima dată de Johann Wilhelm Meigen în anul 1838.
Este endemică în Germania. Conform Catalogue of Life specia Drosophila litorella nu are subspecii cunoscute.